# Stanisław Dziewulski
Stanisław Dziewulski (zm. 22 lipca 1831 roku) – sekretarz generalny Komisji Wojewódzkiej Województwa Kaliskiego w 1818 roku.
Odznaczony Orderem Świętego Stanisława III klasy w 1829 roku i IV klasy w 1825 roku.